# Andréelundsvägen

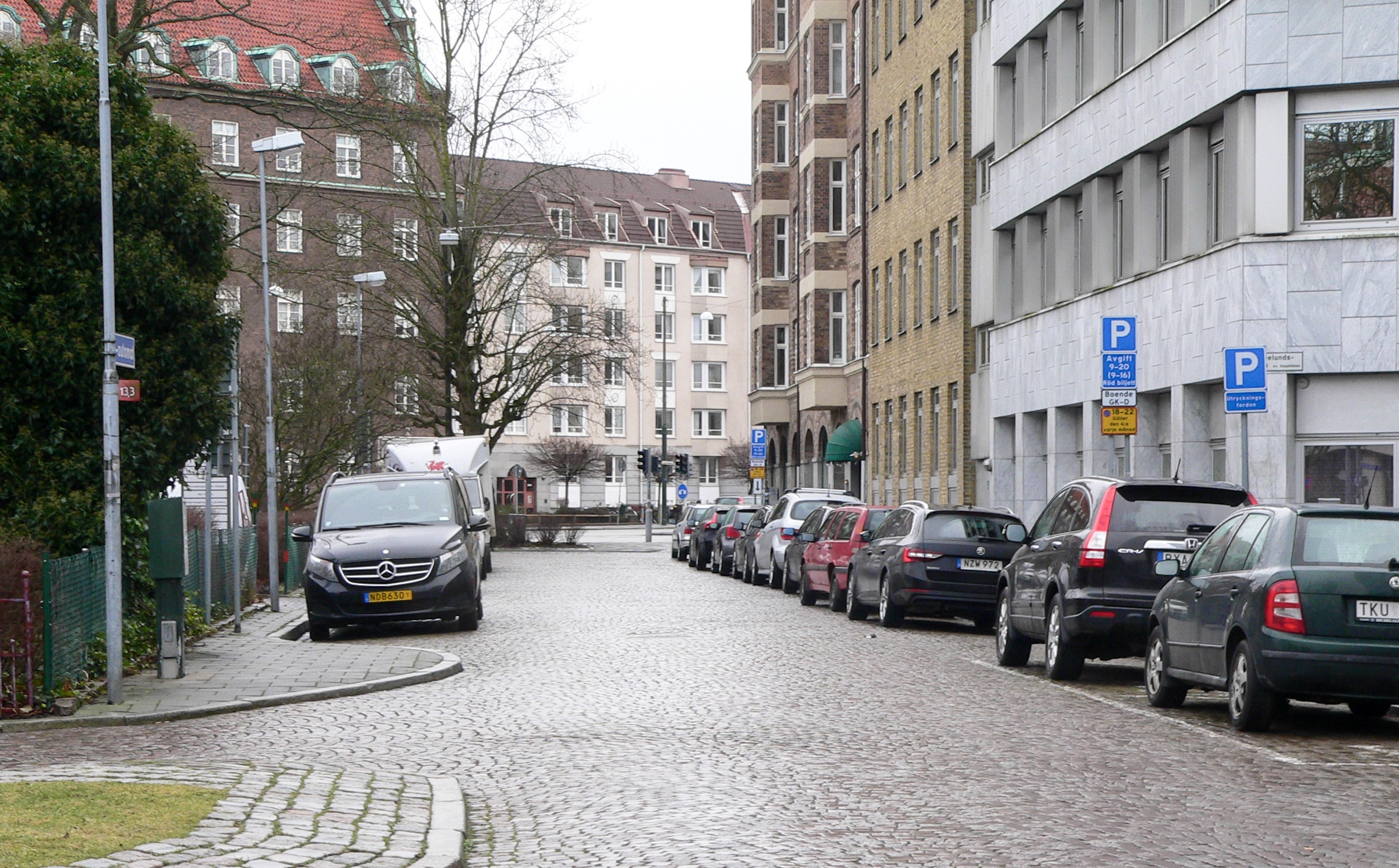
Andréelundsvägen mot öster från August Palms plats. Husen i bakgrunden ligger vid Amiralsgatan. Det mörkröda huset till vänster är Malmös "gamla stadshus" (egentligen Stadens kontorshus) medan det ljusgråa huset närmast till höger i bilden är det nya stadshuset (omedelbart bortom detta syns gamla arbetsförmedlingen).

Andréelundsvägen är en gata i delområdena Rådmansvången i stadsområdet Norr i Malmö. Den sträcker sig från Föreningsgatan till Bergsgatan. 
Andréelundsvägen namngavs 1904 och är uppkallad efter lantstället Andréelund som fram till sekelskiftet 1900 låg på plantagelyckan Ledebur i Södra Förstaden. Lantstället hade sitt namn efter handelsmannen Andreas Wiedberg (1733–1812). Senare ägare var kopparslagaremästare Jacob Ohlsson, som bland annat sålde det område, där utvärdshuset Almbacken senare kom att uppföras. I samband med tillkomsten av Malmö stadshus utgick 1985 den västra delen av Andréelundsvägen som kom att ingå i August Palms plats.